# Estillac
Estillac é uma comuna francesa na região administrativa da Nova Aquitânia, no departamento Lot-et-Garonne. Estende-se por uma área de 7,93 km². Em 2010 a comuna tinha 2 140 habitantes (densidade: 269,9 hab./km²).